# Liste des matchs de l'équipe d'Irlande du Nord de football par adversaire
Cette liste présente les matchs de l'équipe d'Irlande de football par adversaire rencontré depuis son premier match en 1882 jusqu'à son dernier match en 1950 puis de l'équipe d'Irlande du Nord de football à partir de 1950. 
- Haut – A
- B
- C
- D
- E
- F
- G
- H
- I
- J
- K
- L
- M
- N
- O
- P
- Q
- R
- S
- T
- U
- V
- W
- X
- Y
- Z

## A

### Albanie

#### Confrontations
Confrontations entre l'Albanie et l'Irlande du Nord en matchs officiels :
|   | Date              | Lieu                     | Match                     | Score | Compétition                                                |
| 1 | 7 mai 1965        | Belfast, Irlande du Nord | Irlande du Nord - Albanie | 4-1   | Qualification pour la Coupe du monde 1966 (groupe 5)       |
| 2 | 24 novembre 1965  | Tirana, Albanie          | Albanie - Irlande du Nord | 1-1   | Qualification pour la Coupe du monde 1966 (groupe 5)       |
| 3 | 15 décembre 1982  | Tirana, Albanie          | Albanie - Irlande du Nord | 0-0   | Qualification pour le Championnat d'Europe 1984 (groupe 6) |
| 4 | 27 avril 1983     | Belfast, Irlande du Nord | Irlande du Nord - Albanie | 1-0   | Qualification pour le Championnat d'Europe 1984 (groupe 6) |
| 5 | 9 septembre 1992  | Belfast, Irlande du Nord | Irlande du Nord - Albanie | 3-0   | Qualification pour la Coupe du monde 1994 (groupe 3)       |
| 6 | 17 février 1993   | Tirana, Albanie          | Albanie - Irlande du Nord | 1-2   | Qualification pour la Coupe du monde 1994 (groupe 3)       |
| 7 | 14 décembre 1996  | Belfast, Irlande du Nord | Irlande du Nord - Albanie | 2-0   | Qualification pour la Coupe du monde 1998 (groupe 9)       |
| 8 | 10 septembre 1997 | Zurich, Suisse           | Albanie - Irlande du Nord | 1-0   | Qualification pour la Coupe du monde 1998 (groupe 9)       |
| 9 | 3 mars 2010       | Tirana, Albanie          | Albanie - Irlande du Nord | 1-0   | Match amical                                               |

#### Bilan
| Rang | Équipe          | Pts | J | G | N | P | Bp | Bc | Diff |
| ---- | --------------- | --- | - | - | - | - | -- | -- | ---- |
| 1    | Irlande du Nord | 17  | 9 | 5 | 2 | 2 | 13 | 5  | +8   |
| 2    | Albanie         | 8   | 9 | 2 | 2 | 5 | 5  | 13 | -8   |

### Algérie

#### Confrontations
Confrontations entre l'Algérie et l'Irlande du Nord en matchs officiels :
|   | Date        | Lieu                 | Match                     | Score | Compétition                    |
| 1 | 3 juin 1986 | Guadalajara, Mexique | Algérie - Irlande du Nord | 1-1   | Coupe du monde 1986 (groupe D) |

#### Bilan
| Rang | Équipe          | Pts | J | G | N | P | Bp | Bc | Diff |
| ---- | --------------- | --- | - | - | - | - | -- | -- | ---- |
| 1    | Algérie         | 1   | 1 | 0 | 1 | 0 | 1  | 1  | 0    |
| 1    | Irlande du Nord | 1   | 1 | 0 | 1 | 0 | 1  | 1  | 0    |

### Allemagne

#### Confrontations
Confrontations entre l'Allemagne et l'Irlande du Nord en matchs officiels :
|    | Date             | Lieu                               | Match                                  | Score | Compétition                                                |
| 1  | 15 juin 1958     | Malmö, Suède                       | Allemagne de l'Ouest - Irlande du Nord | 2-2   | Coupe du monde 1958 (groupe A)                             |
| 2  | 26 octobre 1960  | Belfast, Irlande du Nord           | Irlande du Nord - Allemagne de l'Ouest | 3-4   | Qualification pour la Coupe du monde 1962 (groupe 3)       |
| 3  | 10 mai 1961      | Berlin-ouest, Allemagne de l'Ouest | Allemagne de l'Ouest - Irlande du Nord | 2-1   | Qualification pour la Coupe du monde 1962 (groupe 3)       |
| 4  | 7 mai 1966       | Belfast, Irlande du Nord           | Irlande du Nord - Allemagne de l'Ouest | 0-2   | Match amical                                               |
| 5  | 27 avril 1977    | Cologne, Allemagne de l'Ouest      | Allemagne de l'Ouest - Irlande du Nord | 5-0   | Match amical                                               |
| 6  | 17 novembre 1982 | Belfast, Irlande du Nord           | Irlande du Nord - Allemagne de l'Ouest | 1-0   | Qualification pour le Championnat d'Europe 1984 (groupe 6) |
| 7  | 16 novembre 1983 | Hambourg, Allemagne de l'Ouest     | Allemagne de l'Ouest - Irlande du Nord | 0-1   | Qualification pour le Championnat d'Europe 1984 (groupe 6) |
| 8  | 2 juin 1992      | Brême, Allemagne                   | Allemagne - Irlande du Nord            | 1-1   | Match amical                                               |
| 9  | 29 mai 1996      | Belfast, Irlande du Nord           | Irlande du Nord - Allemagne            | 1-1   | Match amical                                               |
| 10 | 9 novembre 1996  | Nuremberg, Allemagne               | Allemagne - Irlande du Nord            | 1-1   | Qualification pour la Coupe du monde 1998 (groupe 9)       |
| 11 | 20 août 1997     | Belfast, Irlande du Nord           | Irlande du Nord - Allemagne            | 1-3   | Qualification pour la Coupe du monde 1998 (groupe 9)       |
| 12 | 27 mars 1999     | Belfast, Irlande du Nord           | Irlande du Nord - Allemagne            | 0-3   | Qualification pour le Championnat d'Europe 2000 (groupe 3) |
| 13 | 8 septembre 1999 | Dortmund, Allemagne                | Allemagne - Irlande du Nord            | 4-0   | Qualification pour le Championnat d'Europe 2000 (groupe 3) |
| 14 | 4 juin 2005      | Belfast, Irlande du Nord           | Irlande du Nord - Allemagne            | 1-4   | Match amical                                               |
| 15 | 21 juin 2016     | Paris, France                      | Irlande du Nord - Allemagne            | 0-1   | Championnat d'Europe 2016 (groupe C)                       |
| 16 | 11 octobre 2016  | Hanovre, Allemagne                 | Allemagne - Irlande du Nord            | 2-0   | Qualification pour la Coupe du monde 2018 (groupe C)       |
| 17 | 5 octobre 2017   | Belfast, Irlande du Nord           | Irlande du Nord - Allemagne            | -     | Qualification pour la Coupe du monde 2018 (groupe C)       |

#### Bilan
| Rang | Équipe          | Pts | J  | G | N | P | Bp | Bc | Diff |
| ---- | --------------- | --- | -- | - | - | - | -- | -- | ---- |
| 1    | Allemagne       | 31  | 15 | 9 | 4 | 2 | 33 | 13 | +20  |
| 2    | Irlande du Nord | 10  | 15 | 2 | 4 | 9 | 13 | 33 | -20  |

### Argentine

#### Confrontations
Confrontations entre l'Argentine et l'Irlande du Nord en matchs officiels :
|   | Date         | Lieu            | Match                       | Score | Compétition                    |
| 1 | 11 juin 1958 | Halmstad, Suède | Argentine - Irlande du Nord | 3-1   | Coupe du monde 1958 (groupe A) |

#### Bilan
| Rang | Équipe          | Pts | J | G | N | P | Bp | Bc | Diff |
| ---- | --------------- | --- | - | - | - | - | -- | -- | ---- |
| 1    | Argentine       | 3   | 1 | 1 | 0 | 0 | 3  | 1  | +2   |
| 2    | Irlande du Nord | 0   | 1 | 0 | 0 | 1 | 1  | 3  | -2   |

### Arménie

#### Confrontations
Confrontations entre l'Arménie et l'Irlande du Nord en matchs officiels :
|   | Date              | Lieu                     | Match                     | Score | Compétition                                                |
| 1 | 15 octobre 1996   | Belfast, Irlande du Nord | Irlande du Nord - Arménie | 1-1   | Qualification pour la Coupe du monde 1998 (groupe 9)       |
| 2 | 30 avril 1997     | Erevan, Arménie          | Arménie - Irlande du Nord | 0-0   | Qualification pour la Coupe du monde 1998 (groupe 9)       |
| 2 | 29 mars 2003      | Erevan, Arménie          | Arménie - Irlande du Nord | 1-0   | Qualification pour le Championnat d'Europe 2004 (groupe 6) |
| 3 | 10 septembre 2003 | Belfast, Irlande du Nord | Irlande du Nord - Arménie | 0-1   | Qualification pour le Championnat d'Europe 2004 (groupe 6) |

#### Bilan
| Rang | Équipe          | Pts | J | G | N | P | Bp | Bc | Diff |
| ---- | --------------- | --- | - | - | - | - | -- | -- | ---- |
| 1    | Arménie         | 8   | 4 | 2 | 2 | 0 | 3  | 1  | +2   |
| 2    | Irlande du Nord | 2   | 4 | 0 | 2 | 2 | 1  | 3  | -2   |

### Australie

#### Confrontations
Confrontations entre l'Australie et l'Irlande du Nord en matchs officiels :
|   | Date         | Lieu                 | Match                       | Score | Compétition  |
| 1 | 11 juin 1980 | Sydney, Australie    | Australie - Irlande du Nord | 1-2   | Match amical |
| 2 | 15 juin 1980 | Melbourne, Australie | Australie - Irlande du Nord | 1-1   | Match amical |
| 3 | 18 juin 1980 | Adélaïde, Australie  | Australie - Irlande du Nord | 1-2   | Match amical |

#### Bilan
| Rang | Équipe          | Pts | J | G | N | P | Bp | Bc | Diff |
| ---- | --------------- | --- | - | - | - | - | -- | -- | ---- |
| 1    | Irlande du Nord | 7   | 3 | 2 | 1 | 0 | 5  | 3  | +2   |
| 2    | Australie       | 1   | 3 | 0 | 1 | 2 | 3  | 5  | -2   |

### Autriche

#### Confrontations
Confrontations entre l'Autriche et l'Irlande du Nord en matchs officiels :
|   | Date              | Lieu                     | Match                      | Score | Compétition                                                |
| 1 | 1er juillet 1982  | Madrid, Espagne          | Autriche - Irlande du Nord | 2-2   | Coupe du monde 1982 (deuxième tour - groupe 4)             |
| 2 | 13 octobre 1982   | Vienne, Autriche         | Autriche - Irlande du Nord | 2-0   | Qualification pour le Championnat d'Europe 1984 (groupe 6) |
| 3 | 21 septembre 1983 | Belfast, Irlande du Nord | Irlande du Nord - Autriche | 3-1   | Qualification pour le Championnat d'Europe 1984 (groupe 6) |
| 4 | 14 novembre 1990  | Vienne, Autriche         | Autriche - Irlande du Nord | 0-0   | Qualification pour le Championnat d'Europe 1992 (groupe 4) |
| 5 | 16 octobre 1991   | Belfast, Irlande du Nord | Irlande du Nord - Autriche | 2-1   | Qualification pour le Championnat d'Europe 1992 (groupe 4) |
| 6 | 12 octobre 1994   | Vienne, Autriche         | Autriche - Irlande du Nord | 1-2   | Qualification pour le Championnat d'Europe 1996 (groupe 6) |
| 7 | 15 novembre 1995  | Belfast, Irlande du Nord | Irlande du Nord - Autriche | 5-3   | Qualification pour le Championnat d'Europe 1996 (groupe 6) |
| 8 | 13 octobre 2004   | Belfast, Irlande du Nord | Irlande du Nord - Autriche | 3-3   | Qualification pour la Coupe du monde 2006 (groupe 6)       |
| 9 | 12 octobre 2005   | Vienne, Autriche         | Autriche - Irlande du Nord | 2-0   | Qualification pour la Coupe du monde 2006 (groupe 6)       |

#### Bilan
| Rang | Équipe          | Pts | J | G | N | P | Bp | Bc | Diff |
| ---- | --------------- | --- | - | - | - | - | -- | -- | ---- |
| 1    | Irlande du Nord | 15  | 9 | 4 | 3 | 2 | 17 | 15 | +2   |
| 2    | Autriche        | 9   | 9 | 2 | 3 | 4 | 15 | 17 | -2   |

### Azerbaïdjan

#### Confrontations
Confrontations entre l'Azerbaïdjan et l'Irlande du Nord en matchs officiels :
|   | Date             | Lieu                     | Match                         | Score | Compétition                                          |
| 1 | 9 octobre 2004   | Bakou, Azerbaïdjan       | Azerbaïdjan - Irlande du Nord | 0-0   | Qualification pour la Coupe du monde 2006 (groupe 6) |
| 2 | 3 septembre 2005 | Belfast, Irlande du Nord | Irlande du Nord - Azerbaïdjan | 2-0   | Qualification pour la Coupe du monde 2006 (groupe 6) |
| 3 | 14 novembre 2012 | Belfast, Irlande du Nord | Irlande du Nord - Azerbaïdjan | 1-1   | Qualification pour la Coupe du monde 2014 (groupe F) |
| 4 | 11 octobre 2013  | Bakou, Azerbaïdjan       | Azerbaïdjan - Irlande du Nord | 2-0   | Qualification pour la Coupe du monde 2014 (groupe F) |
| 5 | 11 novembre 2016 | Belfast, Irlande du Nord | Irlande du Nord - Azerbaïdjan | -     | Qualification pour la Coupe du monde 2018 (groupe C) |
| 6 | 10 juin 2017     | Bakou, Azerbaïdjan       | Azerbaïdjan - Irlande du Nord | -     | Qualification pour la Coupe du monde 2018 (groupe C) |

#### Bilan
| Rang | Équipe          | Pts | J | G | N | P | Bp | Bc | Diff |
| ---- | --------------- | --- | - | - | - | - | -- | -- | ---- |
| 1    | Azerbaïdjan     | 5   | 4 | 1 | 2 | 1 | 3  | 3  | 0    |
| 1    | Irlande du Nord | 5   | 4 | 1 | 2 | 1 | 3  | 3  | 0    |

## B

### Barbade

#### Confrontations
Confrontations entre la Barbade et l'Irlande du Nord en matchs officiels :
|   | Date        | Lieu                   | Match                     | Score | Compétition  |
| 1 | 30 mai 2004 | Saint Michael, Barbade | Barbade - Irlande du Nord | 1-1   | Match amical |

#### Bilan
| Rang | Équipe          | Pts | J | G | N | P | Bp | Bc | Diff |
| ---- | --------------- | --- | - | - | - | - | -- | -- | ---- |
| 1    | Barbade         | 1   | 1 | 0 | 1 | 0 | 1  | 1  | 0    |
| 1    | Irlande du Nord | 1   | 1 | 0 | 1 | 0 | 1  | 1  | 0    |

### Belgique

#### Confrontations
Confrontations entre la Belgique et l'Irlande du Nord en matchs officiels :
|   | Date             | Lieu                     | Match                      | Score | Compétition                                          |
| 1 | 10 novembre 1976 | Liège, Belgique          | Belgique - Irlande du Nord | 2-0   | Qualification pour la Coupe du monde 1978 (groupe 4) |
| 2 | 16 novembre 1977 | Belfast, Irlande du Nord | Irlande du Nord - Belgique | 3-0   | Qualification pour la Coupe du monde 1978 (groupe 4) |
| 3 | 11 février 1997  | Belfast, Irlande du Nord | Irlande du Nord - Belgique | 3-0   | Match amical                                         |

#### Bilan
| Rang | Équipe          | Pts | J | G | N | P | Bp | Bc | Diff |
| ---- | --------------- | --- | - | - | - | - | -- | -- | ---- |
| 1    | Irlande du Nord | 6   | 3 | 2 | 0 | 1 | 6  | 2  | +4   |
| 2    | Belgique        | 3   | 3 | 1 | 0 | 2 | 2  | 6  | -4   |

### Biélorussie

#### Confrontations
Confrontations entre la Biélorussie et l'Irlande du Nord en matchs officiels :
|   | Date        | Lieu                     | Match                         | Score | Compétition  |
| 1 | 27 mai 2016 | Belfast, Irlande du Nord | Irlande du Nord - Biélorussie | 3-0   | Match amical |

#### Bilan
| Rang | Équipe          | Pts | J | G | N | P | Bp | Bc | Diff |
| ---- | --------------- | --- | - | - | - | - | -- | -- | ---- |
| 1    | Irlande du Nord | 3   | 1 | 1 | 0 | 0 | 3  | 0  | +3   |
| 2    | Biélorussie     | 0   | 1 | 0 | 0 | 1 | 0  | 3  | -3   |

### Brésil

#### Confrontations
Confrontations entre le Brésil et l'Irlande du Nord en matchs officiels :
|   | Date         | Lieu                 | Match                    | Score | Compétition                    |
| 1 | 12 juin 1986 | Guadalajara, Mexique | Brésil - Irlande du Nord | 3-0   | Coupe du monde 1986 (groupe D) |

#### Bilan
| Rang | Équipe          | Pts | J | G | N | P | Bp | Bc | Diff |
| ---- | --------------- | --- | - | - | - | - | -- | -- | ---- |
| 1    | Brésil          | 3   | 1 | 1 | 0 | 0 | 3  | 0  | +3   |
| 2    | Irlande du Nord | 0   | 1 | 0 | 0 | 1 | 0  | 3  | -3   |

### Bulgarie

#### Confrontations
Confrontations entre la Bulgarie et l'Irlande du Nord en matchs officiels :
|   | Date              | Lieu                     | Match                      | Score | Compétition                                                |
| 1 | 18 octobre 1972   | Sofia, Bulgarie          | Bulgarie - Irlande du Nord | 3-0   | Qualification pour la Coupe du monde 1974 (groupe 6)       |
| 2 | 26 septembre 1973 | Sheffield, Angleterre    | Irlande du Nord - Bulgarie | 0-0   | Qualification pour la Coupe du monde 1974 (groupe 6)       |
| 3 | 29 novembre 1978  | Sofia, Bulgarie          | Bulgarie - Irlande du Nord | 0-2   | Qualification pour le Championnat d'Europe 1980 (groupe 1) |
| 4 | 2 mai 1979        | Belfast, Irlande du Nord | Irlande du Nord - Bulgarie | 2-0   | Qualification pour le Championnat d'Europe 1980 (groupe 1) |
| 5 | 28 mars 2001      | Sofia, Bulgarie          | Bulgarie - Irlande du Nord | 4-3   | Qualification pour la Coupe du monde 2002 (groupe 3)       |
| 6 | 2 juin 2001       | Belfast, Irlande du Nord | Irlande du Nord - Bulgarie | 0-1   | Qualification pour la Coupe du monde 2002 (groupe 3)       |
| 7 | 6 février 2008    | Belfast, Irlande du Nord | Irlande du Nord - Bulgarie | 0-1   | Match amical                                               |

#### Bilan
| Rang | Équipe          | Pts | J | G | N | P | Bp | Bc | Diff |
| ---- | --------------- | --- | - | - | - | - | -- | -- | ---- |
| 1    | Bulgarie        | 13  | 7 | 4 | 1 | 2 | 9  | 7  | +2   |
| 2    | Irlande du Nord | 7   | 7 | 2 | 1 | 4 | 7  | 9  | -2   |

## C

### Canada

#### Confrontations
Confrontations entre le Canada et l'Irlande du Nord en matchs officiels :
|   | Date           | Lieu                     | Match                    | Score | Compétition  |
| 1 | 22 mai 1995    | Toronto, Canada          | Canada - Irlande du Nord | 2-0   | Match amical |
| 2 | 27 avril 1999  | Belfast, Irlande du Nord | Irlande du Nord - Canada | 1-1   | Match amical |
| 3 | 9 février 2005 | Belfast, Irlande du Nord | Irlande du Nord - Canada | 0-1   | Match amical |

#### Bilan
| Rang | Équipe          | Pts | J | G | N | P | Bp | Bc | Diff |
| ---- | --------------- | --- | - | - | - | - | -- | -- | ---- |
| 1    | Canada          | 7   | 3 | 2 | 1 | 0 | 4  | 1  | +3   |
| 2    | Irlande du Nord | 1   | 3 | 0 | 1 | 2 | 1  | 4  | -3   |

### Chili

#### Confrontations
Confrontations entre le Chili et l'Irlande du Nord en matchs officiels :
|   | Date        | Lieu                     | Match                   | Score | Compétition  |
| 1 | 26 mai 1989 | Belfast, Irlande du Nord | Irlande du Nord - Chili | 0-1   | Match amical |
| 2 | 25 mai 1995 | Edmonton, Canada         | Chili - Irlande du Nord | 2-1   | Match amical |
| 3 | 30 mai 2010 | Chillán, Chili           | Chili - Irlande du Nord | 1-0   | Match amical |
| 4 | 4 juin 2014 | Valparaiso, Chili        | Chili - Irlande du Nord | 2-0   | Match amical |

#### Bilan
| Rang | Équipe          | Pts | J | G | N | P | Bp | Bc | Diff |
| ---- | --------------- | --- | - | - | - | - | -- | -- | ---- |
| 1    | Chili           | 12  | 4 | 4 | 0 | 0 | 6  | 1  | +5   |
| 2    | Irlande du Nord | 0   | 4 | 0 | 0 | 4 | 1  | 6  | -5   |

### Chypre

#### Confrontations
Confrontations entre Chypre et l'Irlande du Nord en matchs officiels :
|   | Date            | Lieu                     | Match                    | Score | Compétition                                                |
| 1 | 3 février 1971  | Nicosie, Chypre          | Chypre - Irlande du Nord | 0-3   | Qualification pour le Championnat d'Europe 1972 (groupe 3) |
| 2 | 21 avril 1971   | Belfast, Irlande du Nord | Irlande du Nord - Chypre | 5-0   | Qualification pour le Championnat d'Europe 1972 (groupe 3) |
| 3 | 14 février 1973 | Nicosie, Chypre          | Chypre - Irlande du Nord | 1-0   | Qualification pour la Coupe du monde 1974 (groupe 6)       |
| 4 | 8 mai 1973      | Londres, Angleterre      | Irlande du Nord - Chypre | 3-0   | Qualification pour la Coupe du monde 1974 (groupe 6)       |
| 5 | 21 août 2002    | Belfast, Irlande du Nord | Irlande du Nord - Chypre | 0-0   | Match amical                                               |
| 6 | 5 mars 2014     | Nicosie, Chypre          | Chypre - Irlande du Nord | 0-0   | Match amical                                               |

#### Bilan
| Rang | Équipe          | Pts | J | G | N | P | Bp | Bc | Diff |
| ---- | --------------- | --- | - | - | - | - | -- | -- | ---- |
| 1    | Irlande du Nord | 11  | 6 | 3 | 2 | 1 | 11 | 1  | +10  |
| 2    | Chypre          | 5   | 6 | 1 | 2 | 3 | 1  | 11 | -10  |

### Colombie

#### Confrontations
Confrontations entre la Colombie et l'Irlande du Nord en matchs officiels :
|   | Date        | Lieu                   | Match                      | Score | Compétition  |
| 1 | 3 juin 1994 | Foxborough, États-Unis | Colombie - Irlande du Nord | 2-0   | Match amical |

#### Bilan
| Rang | Équipe          | Pts | J | G | N | P | Bp | Bc | Diff |
| ---- | --------------- | --- | - | - | - | - | -- | -- | ---- |
| 1    | Colombie        | 3   | 1 | 1 | 0 | 0 | 2  | 0  | +2   |
| 2    | Irlande du Nord | 0   | 1 | 0 | 0 | 1 | 0  | 2  | -2   |

## E

### Espagne
| Date         | Lieu        | Match                     | Score | Compétition                    |
| 25 juin 1982 | Valence     | Espagne - Irlande du Nord | 0-1   | Coupe du monde 1982 (Groupe 5) |
| 7 juin 1986  | Guadalajara | Espagne - Irlande du Nord | 2-1   | Coupe du monde 1986 (Groupe D) |

Bilan partiel
- Total de matchs disputés : 2
- Victoires de l'équipe d'Espagne : 1
- Victoires de l'équipe d'Irlande du Nord : 1
- Matchs nuls : 0
- Buts marqués par l'équipe d'Espagne : 2
- Buts marqués par l'équipe d'Irlande du Nord : 2

## F

### France
| Date             | Lieu                    | Match                    | Score | Compétition         |
| 8 février 1921   | Paris France            | France - Irlande du Nord | 1-2   | amical              |
| 21 février 1928  | Paris France            | France - Irlande du Nord | 4-0   | amical              |
| 12 mai 1951      | Belfast Irlande du Nord | Irlande du Nord - France | 2-2   | amical              |
| 11 novembre 1952 | Colombes France         | France - Irlande du Nord | 3-1   | amical              |
| 19 juin 1958     | Norrköping Suède        | France - Irlande du Nord | 4-0   | Coupe du monde 1958 |
| 24 mars 1982     | Paris France            | France - Irlande du Nord | 4-0   | amical              |
| 4 juillet 1982   | Madrid Espagne          | France - Irlande du Nord | 4-1   | Coupe du monde 1982 |
| 26 février 1986  | Paris France            | France - Irlande du Nord | 0-0   | amical              |
| 27 avril 1988    | Belfast Irlande du Nord | Irlande du Nord - France | 0-0   | amical              |
| 18 août 1999     | Belfast Irlande du Nord | Irlande du Nord - France | 0-1   | amical              |

## G

### Géorgie

#### Confrontations
Confrontations entre la Géorgie et l'Irlande du Nord en matchs officiels :
|   | Date         | Lieu                     | Match                     | Score | Compétition  |
| 1 | 26 mars 2008 | Belfast, Irlande du Nord | Irlande du Nord - Géorgie | 4-1   | Match amical |

#### Bilan
| Rang | Équipe          | Pts | J | G | N | P | Bp | Bc | Diff |
| ---- | --------------- | --- | - | - | - | - | -- | -- | ---- |
| 1    | Irlande du Nord | 3   | 1 | 1 | 0 | 0 | 4  | 1  | +3   |
| 2    | Géorgie         | 0   | 1 | 0 | 0 | 1 | 1  | 4  | -3   |

## H

### Honduras
| Date         | Lieu      | Match                      | Score | Compétition                    |
| 21 juin 1982 | Saragosse | Honduras - Irlande du Nord | 1-1   | Coupe du monde 1982 (Groupe 5) |

Bilan partiel
- Total de matchs disputés : 1
- Victoires de l'équipe du Honduras : 0
- Matchs nuls : 1
- Victoires de l'équipe d'Irlande du Nord : 0

### Hongrie
| Date             | Lieu                     | Match                     | Score | Compétition                                                       |
| 19 octobre 1988  | Budapest, Hongrie        | Hongrie - Irlande du Nord | 1-0   | Qualification pour la Coupe du monde 1990 (Zone Europe, groupe 6) |
| 6 septembre 1989 | Belfast, Irlande du Nord | Irlande du Nord - Hongrie | 1-2   | Qualification pour la Coupe du monde 1990 (Zone Europe, groupe 6) |
| 26 avril 2000    | Belfast, Irlande du Nord | Irlande du Nord - Hongrie | 0-1   | Match amical                                                      |
| 19 novembre 2008 | Belfast, Irlande du Nord | Irlande du Nord - Hongrie | 0-2   | Match amical                                                      |

Bilan
- Total de matchs disputés : 4
- Victoires de l'équipe de Hongrie : 4
- Matchs nuls : 0
- Victoires de l'équipe d'Irlande du Nord  : 0
- Total de buts marqués par l'équipe de Hongrie : 6
- Total de buts marqués par l'équipe d'Irlande du Nord  : 1

## I

### Italie
Confrontations en matchs officiels entre l'Italie et d'Irlande du Nord :
| Date            | Lieu                    | Match                    | Score | Compétition                                           |
| 25 avril 1957   | Rome Italie             | Italie - Irlande du Nord | 1-0   | Qualifications pour la Coupe du monde 1958            |
| 4 décembre 1957 | Belfast Irlande du Nord | Irlande du Nord - Italie | 2-2   | Match amical                                          |
| 15 janvier 1958 | Belfast Irlande du Nord | Irlande du Nord - Italie | 2-1   | Qualifications pour la Coupe du monde 1958            |
| 25 avril 1961   | Bologne Italie          | Italie - Irlande du Nord | 3-2   | Match amical                                          |
| 22 janvier 1997 | Palerme Italie          | Italie - Irlande du Nord | 2-0   | Match amical                                          |
| 3 juin 2003     | Campobasso Italie       | Italie - Irlande du Nord | 2-0   | Match amical                                          |
| 6 juin 2009     | Pise Italie             | Italie - Irlande du Nord | 3-0   | Match amical                                          |
| 8 octobre 2010  | Belfast Irlande du Nord | Irlande du Nord - Italie | 0-0   | Qualifications pour l'Euro 2012                       |
| 11 octobre 2011 | Udine Italie            | Italie - Irlande du Nord | 3-0   | Qualifications pour l'Euro 2012                       |
| 25 mars 2021    | Parme Italie            | Italie - Irlande du Nord | 2-0   | Qualifications pour l'Coupe du monde de football 2022 |

Bilan partiel
- Total de matchs disputés : 10
- Victoires de l'équipe d'Irlande du Nord : 1
- Victoires de l'équipe d'Italie : 8
- Matchs nuls : 2

## M

### Malte

#### Confrontations
Confrontations entre Malte et l'Irlande du Nord en matchs officiels :
|   | Date             | Lieu                    | Match                   | Score | Compétition                                          |
| 1 | 21 mai 1988      | Belfast Irlande du Nord | Irlande du Nord - Malte | 3-0   | Qualification pour la Coupe du monde 1990 (groupe 6) |
| 2 | 26 avril 1989    | L-Imdina, Malte         | Malte - Irlande du Nord | 0-2   | Qualification pour la Coupe du monde 1990 (groupe 6) |
| 3 | 28 mars 2000     | L-Imdina, Malte         | Malte - Irlande du Nord | 0-3   | Match amical                                         |
| 4 | 2 septembre 2000 | Belfast Irlande du Nord | Irlande du Nord - Malte | 1-0   | Qualification pour la Coupe du monde 2002 (groupe 3) |
| 5 | 6 octobre 2001   | L-Imdina, Malte         | Malte - Irlande du Nord | 0-1   | Qualification pour la Coupe du monde 2002 (groupe 3) |
| 6 | 17 août 2005     | L-Imdina, Malte         | Malte - Irlande du Nord | 1-1   | Match amical                                         |
| 7 | 6 février 2013   | L-Imdina, Malte         | Malte - Irlande du Nord | 0-0   | Match amical                                         |

#### Bilan
| Rang | Équipe          | Pts | J | G | N | P | Bp | Bc | Diff |
| ---- | --------------- | --- | - | - | - | - | -- | -- | ---- |
| 1    | Irlande du Nord | 17  | 7 | 5 | 2 | 0 | 11 | 1  | +10  |
| 2    | Malte           | 2   | 7 | 0 | 2 | 5 | 1  | 11 | -10  |

### Maroc

#### Confrontations
Confrontations entre le Maroc et l'Irlande du Nord en matchs officiels :
|   | Date             | Lieu                    | Match                   | Score | Compétition  |
| 1 | 23 avril 1986    | Belfast Irlande du Nord | Irlande du Nord - Maroc | 2-1   | Match amical |
| 2 | 17 novembre 2010 | Belfast Irlande du Nord | Irlande du Nord - Maroc | 1-1   | Match amical |

#### Bilan
| Rang | Équipe          | Pts | J | G | N | P | Bp | Bc | Diff |
| ---- | --------------- | --- | - | - | - | - | -- | -- | ---- |
| 1    | Irlande du Nord | 4   | 2 | 1 | 1 | 0 | 3  | 2  | +1   |
| 2    | Maroc           | 1   | 2 | 0 | 1 | 1 | 2  | 3  | -1   |

### Moldavie

#### Confrontations
Confrontations entre la Moldavie et l'Irlande du Nord en matchs officiels :
|   | Date             | Lieu                    | Match                      | Score | Compétition                                          |
| 1 | 18 novembre 1998 | Belfast Irlande du Nord | Irlande du Nord - Moldavie | 2-2   | Qualification pour la Coupe du monde 2000 (groupe 3) |
| 2 | 31 mars 1999     | Chișinău Moldavie       | Moldavie - Irlande du Nord | 0-0   | Qualification pour la Coupe du monde 2000 (groupe 3) |

#### Bilan
| Rang | Équipe          | Pts | J | G | N | P | Bp | Bc | Diff |
| ---- | --------------- | --- | - | - | - | - | -- | -- | ---- |
| 1    | Irlande du Nord | 2   | 2 | 0 | 2 | 0 | 2  | 2  | 0    |
| 1    | Moldavie        | 2   | 2 | 0 | 2 | 0 | 2  | 2  | 0    |

### Monténégro

#### Confrontations
Confrontations entre le Monténégro et l'Irlande du Nord en matchs officiels :
|   | Date         | Lieu                  | Match                        | Score | Compétition  |
| 1 | 11 août 2010 | Podgorica, Monténégro | Monténégro - Irlande du Nord | 2-0   | Match amical |

#### Bilan
| Rang | Équipe          | Pts | J | G | N | P | Bp | Bc | Diff |
| ---- | --------------- | --- | - | - | - | - | -- | -- | ---- |
| 1    | Monténégro      | 3   | 1 | 1 | 0 | 0 | 2  | 0  | +2   |
| 2    | Irlande du Nord | 0   | 1 | 0 | 0 | 1 | 0  | 2  | -2   |

## N

### Nouvelle-Zélande

#### Confrontations
Confrontations entre la Nouvelle-Zélande et l'Irlande du Nord :
|   | Date        | Lieu                     | Match                              | Score | Compétition  |
| 1 | 2 juin 2017 | Belfast, Irlande du Nord | Irlande du Nord - Nouvelle-Zélande | 1-0   | Match amical |

#### Bilan
| Rang | Équipe           | Pts | J | G | N | P | Bp | Bc | Diff |
| ---- | ---------------- | --- | - | - | - | - | -- | -- | ---- |
| 1    | Irlande du Nord  | 3   | 1 | 1 | 0 | 0 | 1  | 0  | +1   |
| 2    | Nouvelle-Zélande | 0   | 1 | 0 | 0 | 1 | 0  | 1  | -1   |

## P

### Pays de Galles
Confrontations en matchs officiels entre l'Irlande du Nord et le pays de Galles :
| Date         | Lieu                      | Match                          | Score | Compétition                    |
| 27 mai 2011  | Cardiff ( Pays de Galles) | Pays de Galles-Irlande du Nord | 2-0   | Nations Cup                    |
| 25 juin 2016 | Paris ( France)           | Pays de Galles-Irlande du Nord | 1-0   | Euro 2016 (huitième de finale) |

Bilan partiel
- Total de matchs disputés : 2
- Victoires de l'équipe d'Irlande du Nord : 0
- Victoires de l'équipe du Pays de Galles : 2
- Matchs nuls : 0

### Pays-Bas
| Date            | Lieu                    | Match                      | Score | Compétition                                            |
| 9 mai 1962      | Rotterdam Pays-Bas      | Pays-Bas - Irlande du Nord | 4-0   | Match amical                                           |
| 17 mars 1965    | Belfast Irlande du Nord | Irlande du Nord - Pays-Bas | 2-1   | Qualifications pour la Coupe du monde de football 1966 |
| 7 avril 1965    | Rotterdam Pays-Bas      | Pays-Bas - Irlande du Nord | 0-0   | Qualifications pour la Coupe du monde de football 1966 |
| 13 octobre 1976 | Rotterdam Pays-Bas      | Pays-Bas - Irlande du Nord | 2-2   | Qualifications pour la Coupe du monde de football 1978 |
| 12 octobre 1977 | Belfast Irlande du Nord | Irlande du Nord - Pays-Bas | 0-1   | Qualifications pour la Coupe du monde de football 1978 |
| 2 juin 2012     | Amsterdam Pays-Bas      | Pays-Bas - Irlande du Nord | 6-0   | Match amical                                           |

Bilan
- Total de matchs disputés : 6
- Victoires de l'équipe d'Irlande du Nord : 1
- Victoires de l'équipe des Pays-Bas : 3
- Matchs nuls : 2

### Pologne

#### Confrontations
Confrontations entre la Pologne et l'Irlande du Nord en matchs officiels :
| Date             | Lieu                    | Match                     | Score | Compétition                        |
| 10 octobre 1952  | Chorzów Angleterre      | Pologne - Irlande du Nord | 0-2   | Qualifications Euro 1964           |
| 28 novembre 1962 | Belfast Irlande du Nord | Irlande du Nord - Pologne | 2-0   | Qualifications Euro 1964           |
| 23 mars 1988     | Belfast Irlande du Nord | Irlande du Nord - Pologne | 1-1   | Match amical                       |
| 5 février 1991   | Belfast Irlande du Nord | Irlande du Nord - Pologne | 3-1   | Match amical                       |
| 13 février 2002  | Limassol Chypre         | Pologne - Irlande du Nord | 4-1   | Match amical                       |
| 4 septembre 2004 | Belfast Irlande du Nord | Irlande du Nord - Pologne | 0-3   | Qualifications Coupe du monde 2006 |
| 30 mars 2005     | Varsovie Pologne        | Pologne - Irlande du Nord | 1-0   | Qualifications Coupe du monde 2006 |
| 28 mars 2009     | Belfast Irlande du Nord | Irlande du Nord - Pologne | 3-2   | Qualifications Coupe du monde 2010 |
| 5 septembre 2009 | Chorzów Pologne         | Pologne - Irlande du Nord | 1-1   | Qualifications Coupe du monde 2010 |
| 12 juin 2016     | Nice France             | Pologne - Irlande du Nord | 1-0   | Euro 2016 (groupe C)               |

Bilan
- Total de matchs disputés : 10
- Victoires de l'équipe de Pologne : 4
- Victoires de l'équipe d'Irlande du Nord : 4
- Matchs nuls : 2

### Portugal
Confrontations entre le Portugal et l'Irlande du Nord :
| Date             | Lieu                    | Match                      | Score | Compétition                                |
| 16 janvier 1957  | Lisbonne Portugal       | Portugal - Irlande du Nord | 1-1   | Qualifications pour la Coupe du monde 1958 |
| 1er mai 1957     | Belfast Irlande du Nord | Irlande du Nord - Portugal | 3-0   | Qualifications pour la Coupe du monde 1958 |
| 28 mars 1973     | Coventry Angleterre     | Irlande du Nord - Portugal | 1-1   | Qualifications pour la Coupe du monde 1974 |
| 14 novembre 1973 | Lisbonne Portugal       | Portugal - Irlande du Nord | 1-1   | Qualifications pour la Coupe du monde 1974 |
| 19 novembre 1980 | Lisbonne Portugal       | Portugal - Irlande du Nord | 1-0   | Qualifications pour la Coupe du monde 1982 |
| 29 avril 1981    | Belfast Irlande du Nord | Irlande du Nord - Portugal | 1-0   | Qualifications pour la Coupe du monde 1982 |
| 7 septembre 1994 | Belfast Irlande du Nord | Irlande du Nord - Portugal | 1-2   | Qualifications pour l'Euro 1996            |
| 3 septembre 1995 | Lisbonne Portugal       | Portugal - Irlande du Nord | 1-1   | Qualifications pour l'Euro 1996            |
| 29 mars 1997     | Belfast Irlande du Nord | Irlande du Nord - Portugal | 0-0   | Qualifications pour la Coupe du monde 1998 |
| 11 octobre 1997  | Lisbonne Portugal       | Portugal - Irlande du Nord | 1-0   | Qualifications pour la Coupe du monde 1998 |
| 15 novembre 2005 | Belfast Irlande du Nord | Irlande du Nord - Portugal | 1-1   | Match amical                               |

Bilan
- Total de matchs disputés : 11
- Victoires de l'équipe du Portugal : 3
- Victoires de l'équipe d'Irlande du Nord : 2
- Match nul : 6

## R

### Russie
Confrontations entre l'équipe d'Irlande du Nord de football et les équipes d'URSS et de Russie de football :
| Date              | Lieu                    | Match                  | Score | Compétition                                |
| 10 septembre 1969 | Belfast Irlande du Nord | Irlande du Nord - URSS | 0-0   | Qualifications pour la Coupe du monde 1970 |
| 22 octobre 1969   | Moscou Union soviétique | URSS - Irlande du Nord | 2-0   | Qualifications pour la Coupe du monde 1970 |
| 22 septembre 1971 | Moscou Union soviétique | URSS - Irlande du Nord | 1-0   | Qualifications pour l'Euro 1972            |
| 13 octobre 1971   | Belfast Irlande du Nord | Irlande du Nord - URSS | 1-1   | Qualifications pour l'Euro 1972            |

Bilan
- Total de matchs disputés : 4
- Victoires de l'équipe d'Irlande du Nord : 0
- Victoires de l'équipe de Russie : 2
- Matchs nuls : 2

## S

### Serbie
Confrontations entre la Serbie et Monténégro et l'Irlande du Nord :
| Date          | Lieu                    | Match                                  | Score | Compétition  |
| 28 avril 2004 | Belfast Irlande du Nord | Irlande du Nord - Serbie-et-Monténégro | 1-1   | Match amical |

Bilan
- Total de matchs disputés : 1
- Victoires de l'équipe de Serbie et Monténégro : 0
- Victoires de l'équipe d'Irlande du Nord : 0
- Match nul : 1

### Suisse
Confrontations entre l'équipe d'Irlande du Nord de football et l'équipe de Suisse de football : 
| Date             | Lieu                    | Match                    | Score | Compétition                                                         |
| 14 octobre 1964  | Belfast Irlande du Nord | Irlande du Nord - Suisse | 1-0   | Qualifications pour la Coupe du monde de football 1966              |
| 14 novembre 1964 | Lausanne Suisse         | Suisse - Irlande du Nord | 2-1   | Qualifications pour la Coupe du monde de football 1966              |
| 22 avril 1998    | Belfast Irlande du Nord | Irlande du Nord - Suisse | 1-0   | Match amical                                                        |
| 18 août 2004     | Zurich Suisse           | Suisse - Irlande du Nord | 0-0   | Match amical                                                        |
| 9 novembre 2017  | Belfast Irlande du Nord | Irlande du Nord - Suisse | 0-1   | Barrage de qualification pour la Coupe du monde de football 2018    |
| 12 novembre 2017 | Bâle Suisse             | Suisse - Irlande du Nord | 0-0   | Barrage de la qualification pour la Coupe du monde de football 2018 |

Bilan
- Total de matchs disputés : 6
- Victoires de l'équipe de Suisse : 2 (33.3 %)
- Victoires de l'équipe d'Irlande du Nord : 2 (33.3 %)
- Match nul : 2 (33.4 %)

## T

### Tchécoslovaquie
Confrontations entre l'Irlande du Nord et la Tchécoslovaquie en matchs officiels :
| Date        | Lieu     | Match                             | Score | Compétition                    |
| 8 juin 1958 | Halmstad | Irlande du Nord - Tchécoslovaquie | 1-0   | Coupe du monde 1958 (Groupe A) |

Bilan partiel
- Total de matchs disputés : 1
- Victoires de l'équipe d'Irlande du Nord : 1
- Matchs nuls : 0
- Victoires de l'équipe de Tchécoslovaquie : 0

## U

### Ukraine

#### Confrontations
Confrontations entre l'Ukraine et l'Irlande du Nord en matchs officiels :
|   | Date             | Lieu                     | Match                     | Score | Compétition                                                |
| 1 | 31 août 1996     | Belfast, Irlande du Nord | Irlande du Nord - Ukraine | 0-1   | Qualification pour la Coupe du monde 1998 (groupe 9)       |
| 2 | 2 avril 1997     | Kiev, Ukraine            | Ukraine - Irlande du Nord | 2-1   | Qualification pour la Coupe du monde 1998 (groupe 9)       |
| 3 | 16 octobre 2002  | Belfast, Irlande du Nord | Irlande du Nord - Ukraine | 0-0   | Qualification pour le Championnat d'Europe 2004 (groupe 6) |
| 4 | 6 septembre 2003 | Kiev, Ukraine            | Ukraine - Irlande du Nord | 0-0   | Qualification pour le Championnat d'Europe 2004 (groupe 6) |
| 5 | 16 juin 2016     | Décines-Charpieu, France | Ukraine - Irlande du Nord | 0-2   | Championnat d'Europe 2016 (groupe C)                       |

#### Bilan
| Rang | Équipe          | Pts | J | G | N | P | Bp | Bc | Diff |
| ---- | --------------- | --- | - | - | - | - | -- | -- | ---- |
| 1    | Ukraine         | 8   | 5 | 2 | 2 | 1 | 3  | 3  | 0    |
| 2    | Irlande du Nord | 5   | 5 | 1 | 2 | 2 | 3  | 3  | 0    |

## Y

### Yougoslavie
Confrontations entre l'Irlande du Nord et la Yougoslavie :
| Date         | Lieu      | Match                         | Score | Compétition                    |
| 17 juin 1982 | Saragosse | Irlande du Nord - Yougoslavie | 0-0   | Coupe du monde 1982 (Groupe 5) |

Bilan
- Total de matchs disputés : 1
- Victoires de l'Équipe de Yougoslavie : 0
- Victoires de l'Équipe d'Irlande du Nord : 0
- Matchs nuls : 1